# Saint-André-d'Olérargues
Saint-André-d'Olérargues este o comună în departamentul Gard din sudul Franței. În 2009 avea o populație de 410 de locuitori.

## Evoluția populației
| An        | 1975 | 1982 | 1990 | 1999 | 2006 | 2009 |
| --------- | ---- | ---- | ---- | ---- | ---- | ---- |
| Populație | 145  | 192  | 268  | 289  | 393  | 410  |